# Seaquarium du Grau-du-Roi
 (novembre 2021).
 (mars 2021).

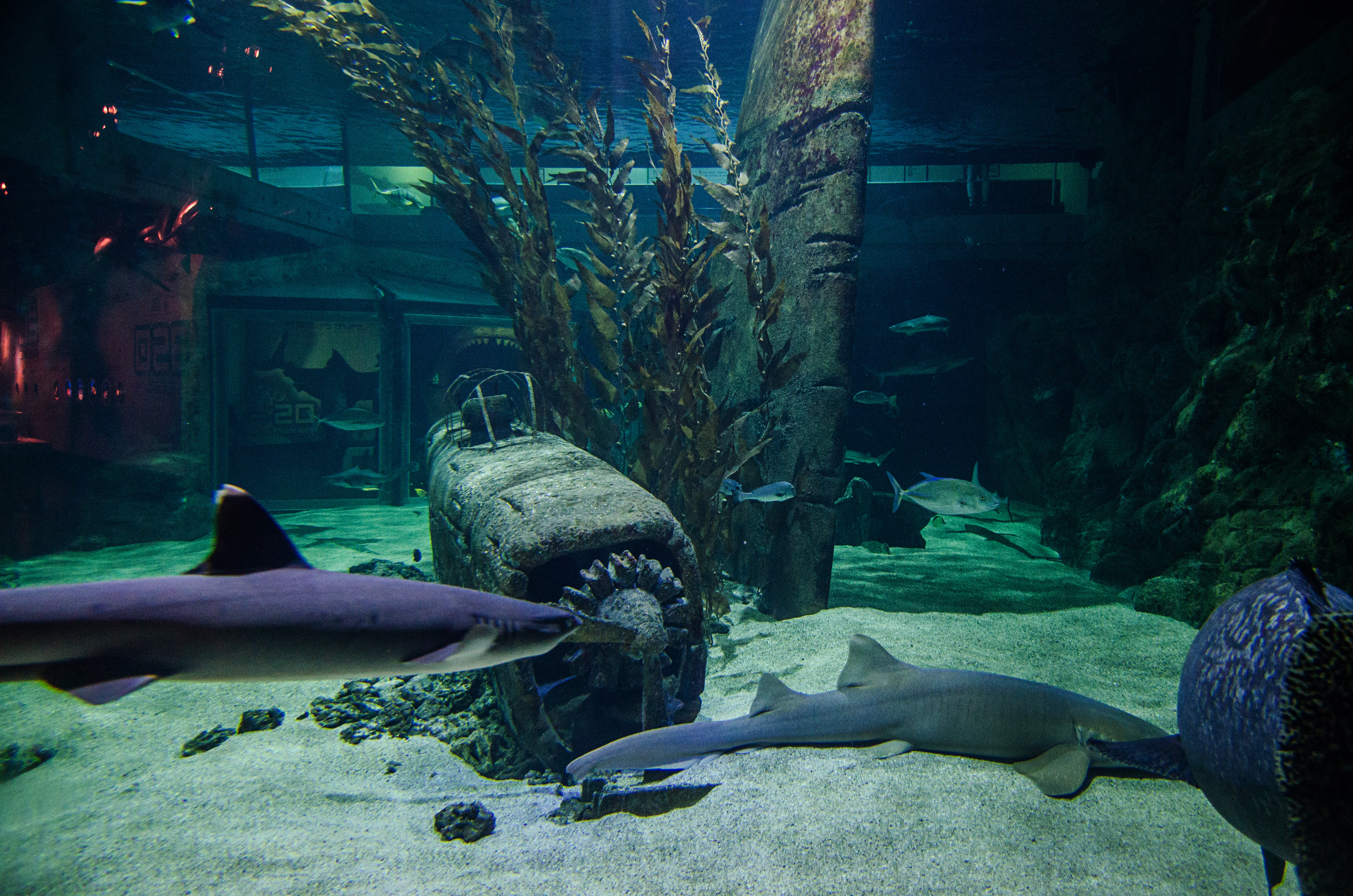

Le Seaquarium du Grau-du-Roi est un aquarium marin fondé en 1989 dans la commune du Grau-du-Roi, dans le département du Gard et la région Occitanie. Il regroupe plus de 200 espèces de poissons de Méditerranée et tropicaux, 25 espèces de requins, des phoques et des otaries.

## Historique
Le Seaquarium a été créé à l’initiative du maire du Grau-du-Roi, Étienne Mourrut. Il est installé dans un complexe touristique appelé « le Palais de la Mer ». En 2001, il s’agrandit avec la création du pôle des mammifères marins, un bassin regroupant phoques et otaries.

## Structure
- Espace Méditerranée : cet espace présente la diversité de cette faune à travers 6 aquariums qui retracent les familles présentes en Méditerranée : rascasse, mérou, murène…

- Espace tropical : ses 16 aquariums font la part belle aux poissons de formes et de couleurs originales[pas clair] : poisson chirurgien, poisson vache, poisson clown, méduses…

- Musée de la tortue : après la création du C.E.S.T.Med (centre d'études et de sauvegarde des tortues marines en Méditerranée) en 2003, le Seaquarium crée un musée consacré à cet animal. La scénographie de cet espace a été créée par Nathalie Chauvier et Nicolas Béquart de l'agence Les Crayons.

- Espace mammifères marins : bassin ou se regroupent phoques veaux marins et otaries de Patagonie. L’amphithéâtre panoramique permet d’assister aux repas de ces pinnipèdes.

- Le requinarium : il propose 900 m2 d’exposition sur deux niveaux. On peut y voir évoluer 25 espèces de requins dans un million de litres d’eau de mer.

## Pédagogie et protection
L’aquarium participe à des évènements ponctuels comme La Semaine Européenne des Requins ou la Journée mondiale de l'océan. Le Seaquarium met aussi en place chaque été, un partenariat avec les plages de la région, afin de sensibiliser le baigneur aux espèces en danger : hippocampes, tortues, requins…
Un service a été créé par la DAAC du Rectorat de Montpellier au Seaquarium : sa vocation est « d’assurer un lien permanent et privilégié entre l’institution éducative et un établissement culturel ». Le Seaquarium propose des fiches découverte réalisées en collaboration avec les services de l’Education Nationale, des visites libres ou guidées, ainsi que des journées à thèmes, centrées sur la découverte et la sensibilisation au monde marin.

## Centre d'études et de sauvegarde des tortues marines en Méditerranée
Le Centre d’études et de sauvegarde des tortues marines en Méditerranée, abrégé CEST Med, est une association française à but non lucratif loi de 1901 créée en 2003 par le Seaquarium du Grau-du-Roi, dans le but de pouvoir accueillir et de soigner des tortues marines par le biais d’un centre de soins, puis de les relâcher. Le CEST Med se répartit en trois axes : un centre de soins, un pôle pédagogique et environnemental, un pôle scientifique. Outre la protection des tortues en Méditerranée qui est sa tâche principale, le CEST Med s’engage, également, dans une fonction démonstrative. Son objectif est de montrer que le milieu marin en Méditerranée subit des agressions que la mer seule ne peut plus réparer. C’est pourquoi l’association veut faire percevoir ces situations d’urgence et faire comprendre que les processus de dégradation sont similaires pour d’autres espèces et d’autres milieux naturels.

## Galerie

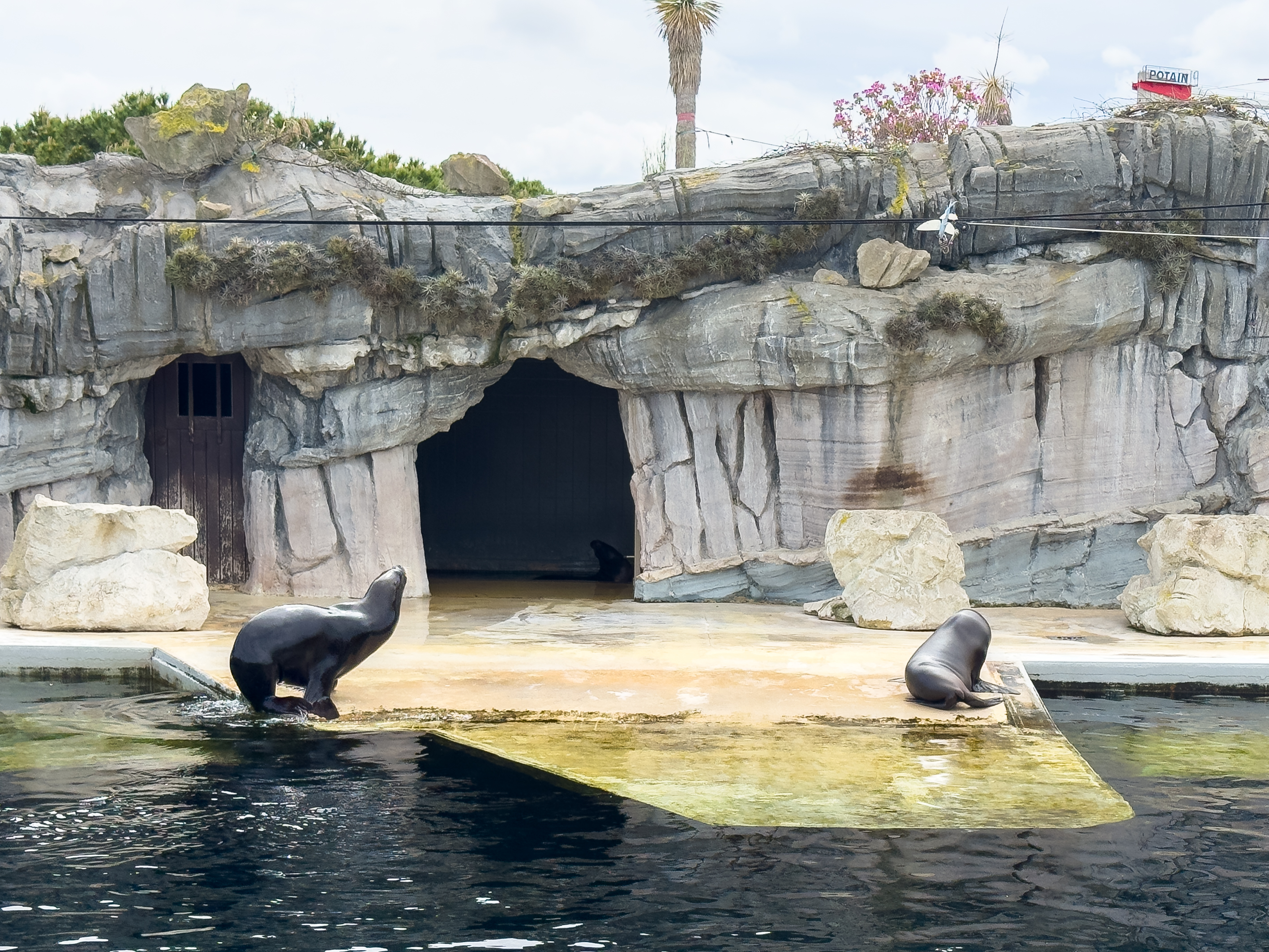
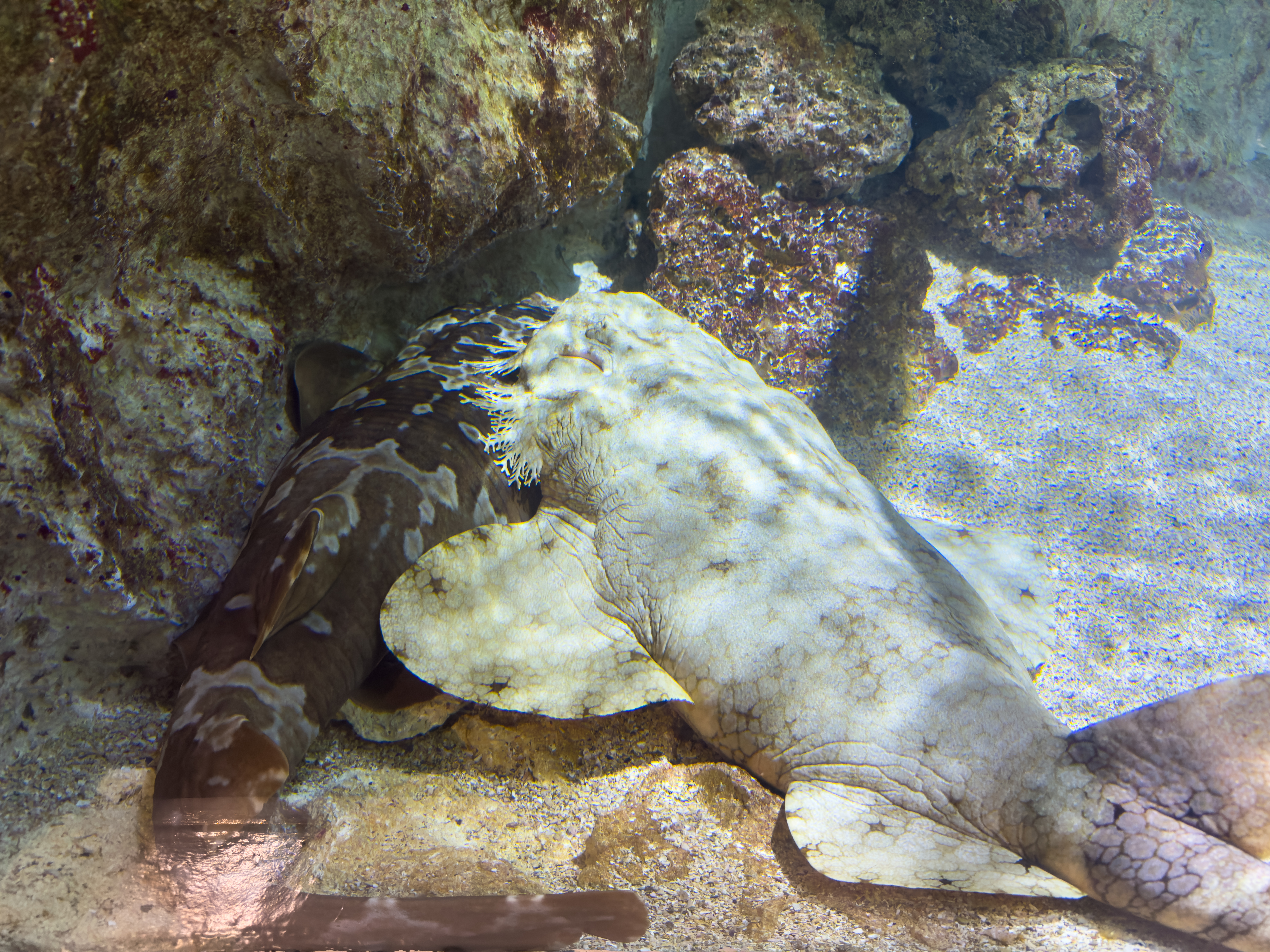
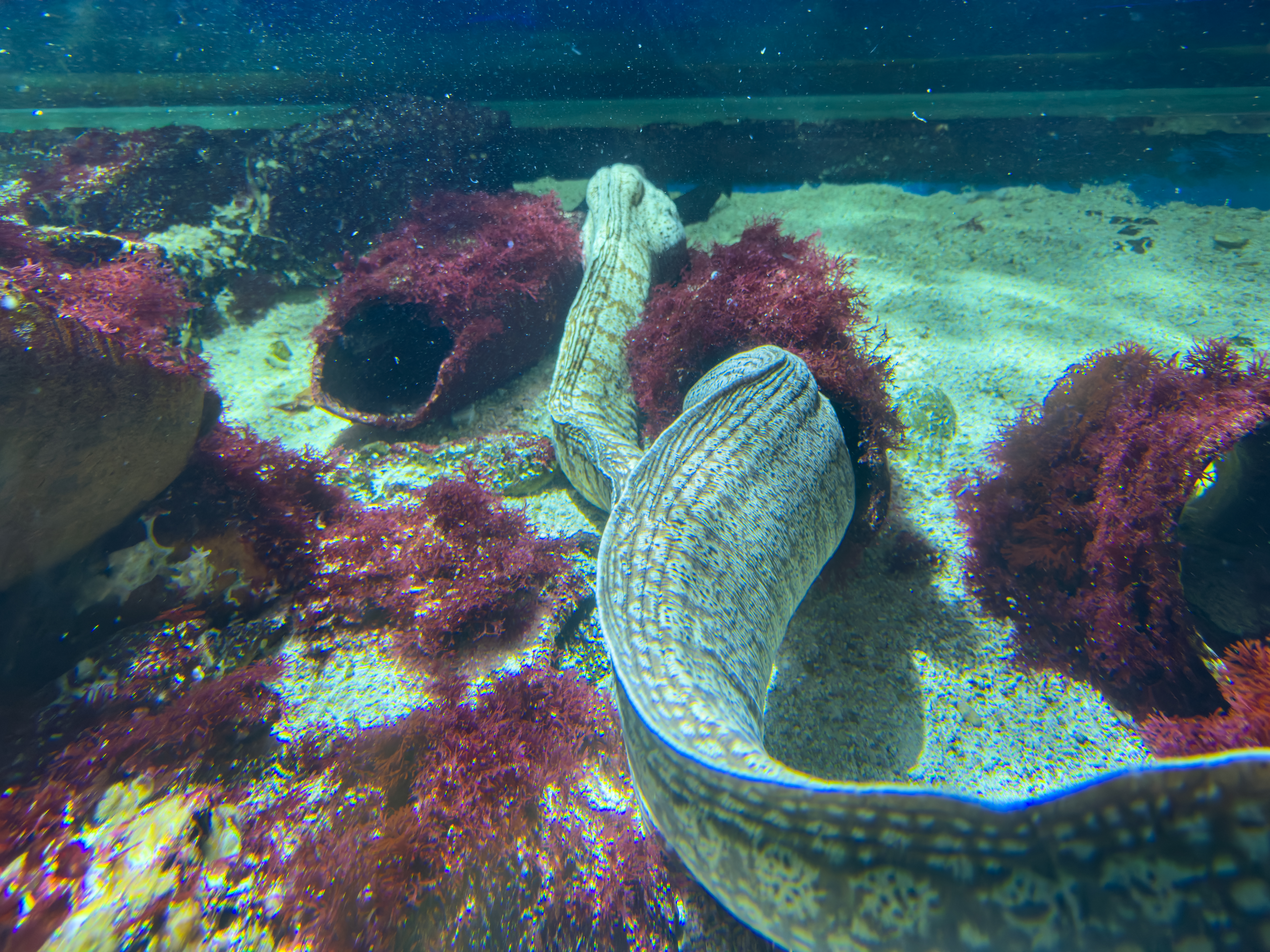
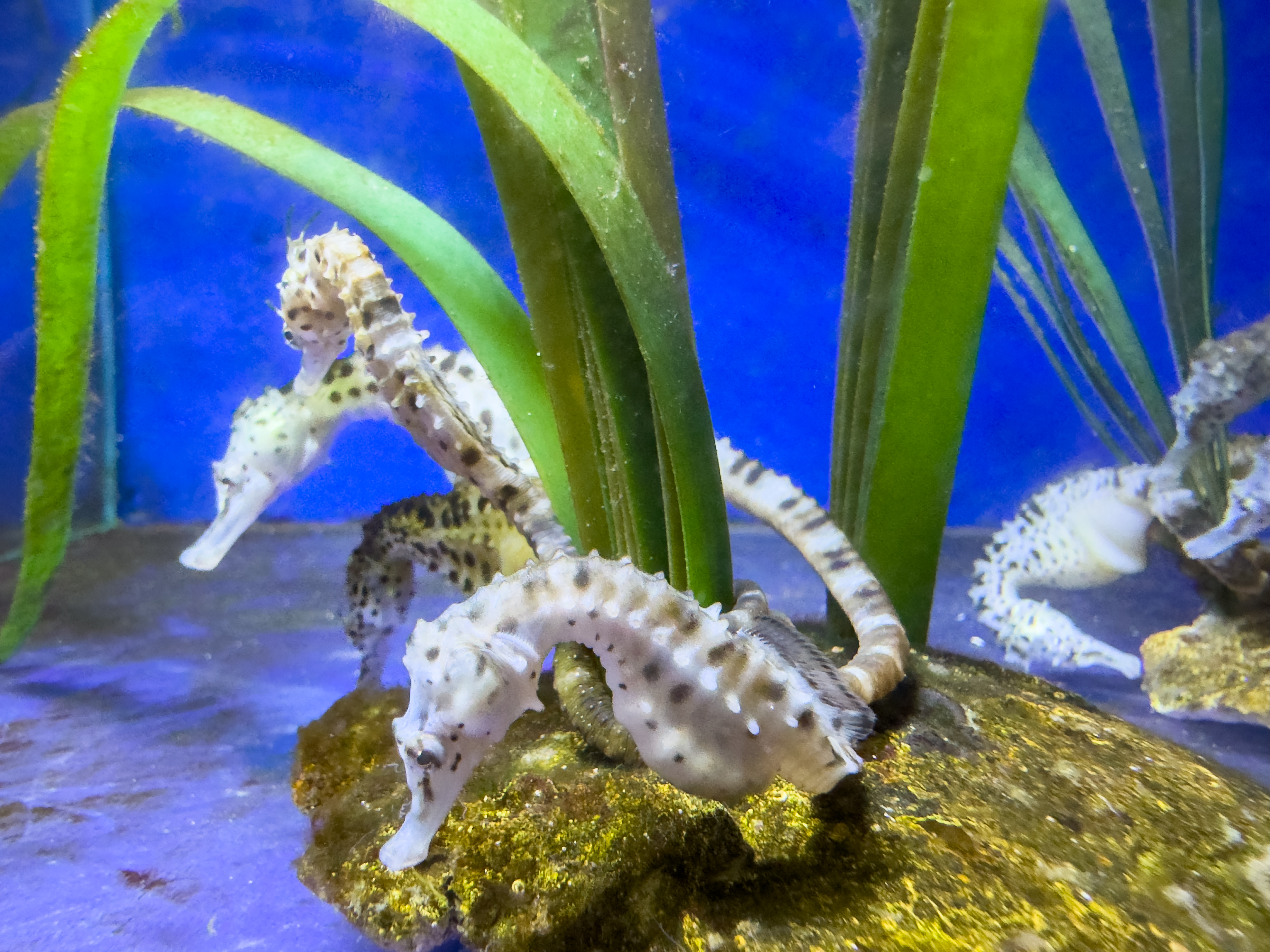
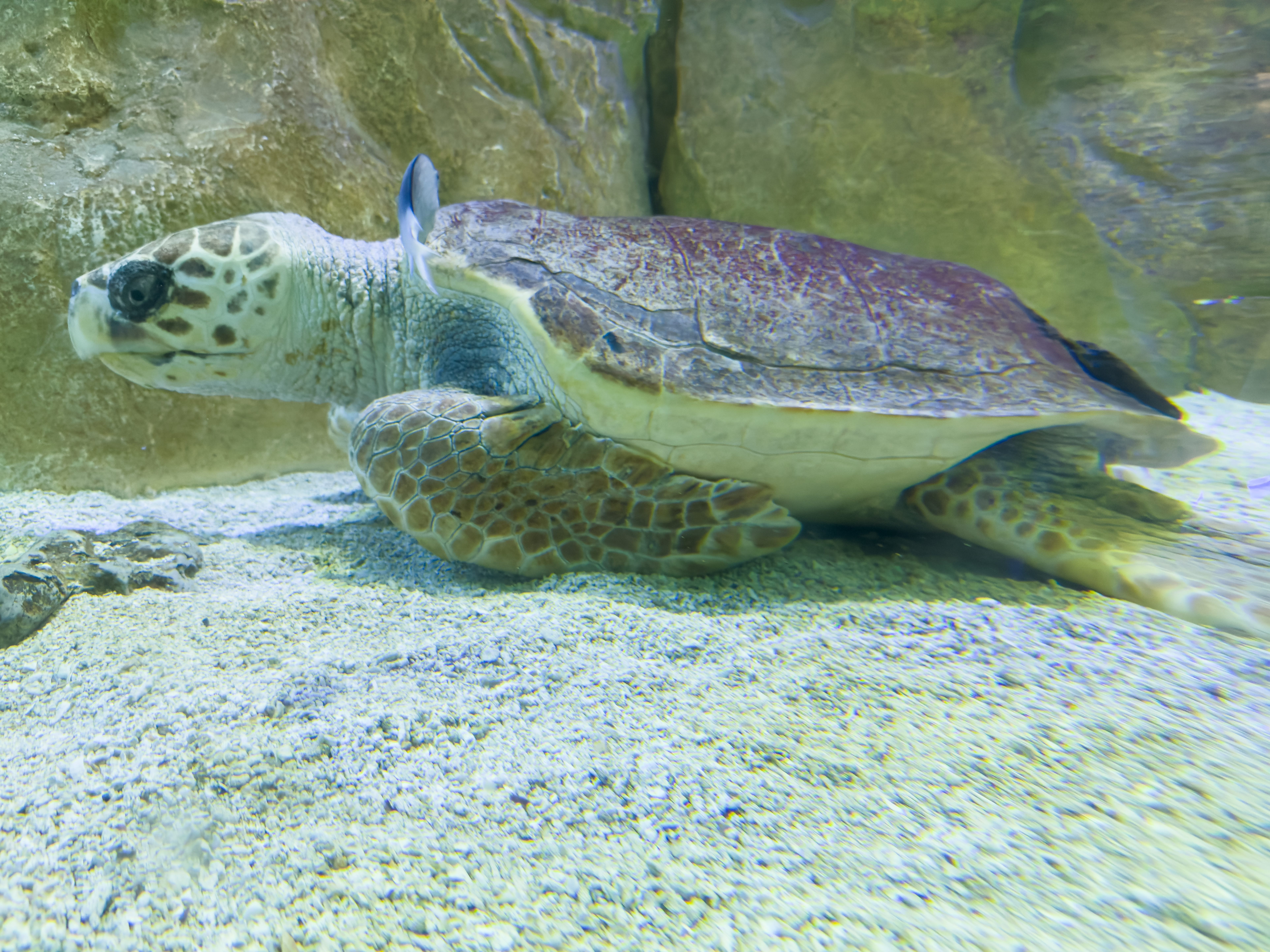
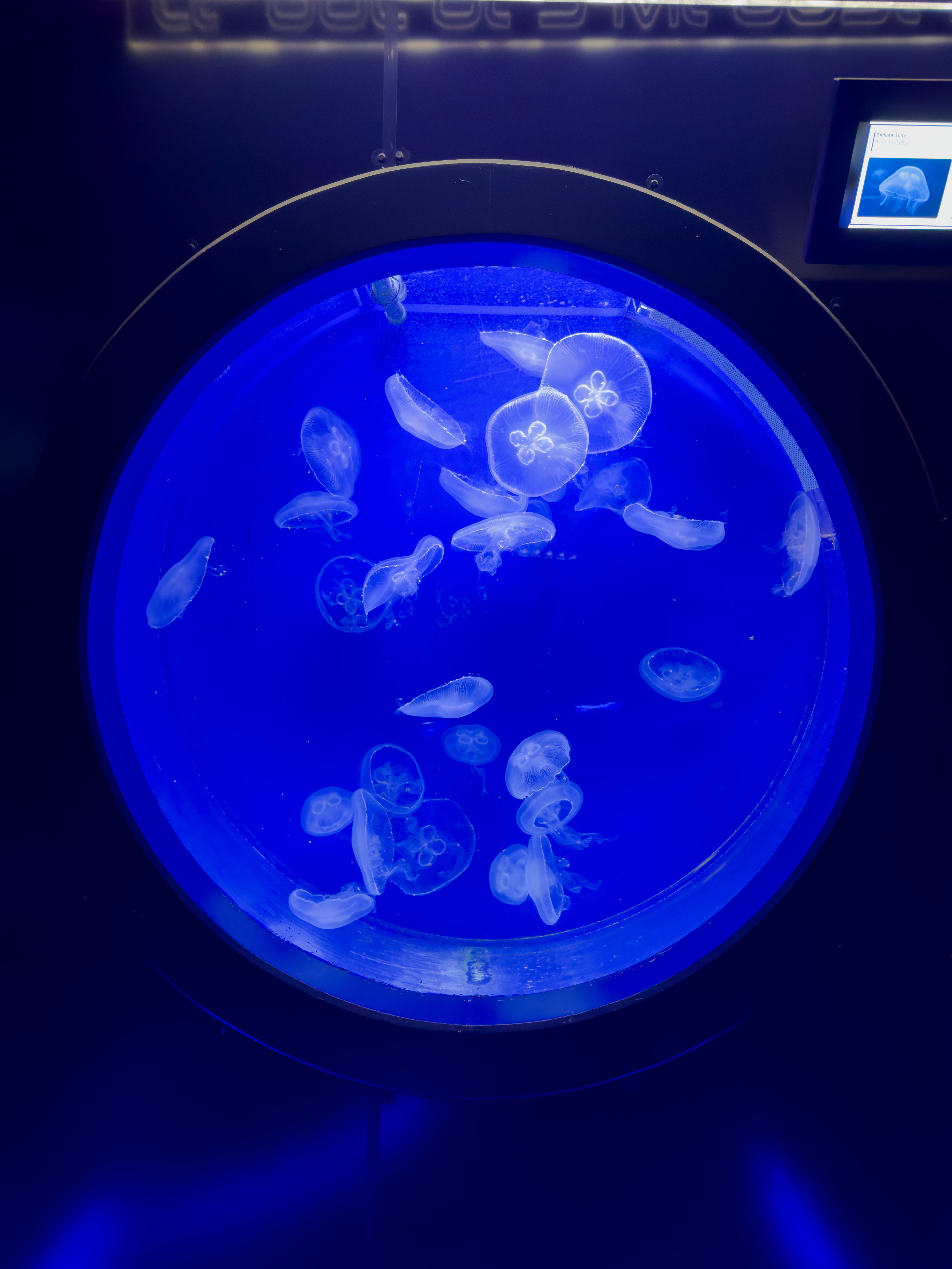